# 海上拒止
海上拒止（英語：Sea denial），是一個軍事術語，指讓敵軍無法使用我方海域。由反介入/區域拒止（A2/AD）戰略發展出來的海战策略 。在概念上，與制海權接近，但是這個戰略不要求敵軍完全不能進行海上作戰。簡單來說，這個戰略是希望讓敵人完全的或是部份的，無法把海洋使用在軍事及商業目標上。
朱利安·S·科贝特主張海上拒止戰略的目標是用於防衛作戰。這個戰略無意於完全控制海洋，因此只需要相對較為輕量的武器就能達成。通常可以選擇在某些區域進行制海權，而部份區域採用海上拒止。例如在冷戰時期，蘇聯曾經在沿岸带採用制海權，在沿岸帶之外採用海上拒止。